# Stadler Regio-Shuttle RS 1
Der Stadler Regio-Shuttle RS 1 ist ein im Personennahverkehr weit verbreiteter Typ von Dieseltriebwagen. Charakteristisch sind vor allem die trapezförmigen Fensterbänder. In Deutschland registrierte Triebwagen werden als Baureihe 650 geführt. Sie sind bei zahlreichen Eisenbahnverkehrsunternehmen im Einsatz.

## Geschichte

### Entwicklung
Der Regio-Shuttle wurde 1994 vom Forschungsinstitut für Schienenfahrzeuge VÚKV Prag für ABB Henschel und AEG Schienenfahrzeuge entwickelt und nach deren Fusion 1996 zu Adtranz weitergeführt. Anfangs war geplant, als Fahrzeugplattform neben dem später vielfach gebauten einteiligen Triebwagen (RS 1) auch eine zweiteilige (RS 2) und eine dreiteilige Variante (RS 3) sowie einen einteiligen Steuerwagen anzubieten, die aber nicht bestellt wurden.
Im Zuge der Übernahme von Adtranz 2001 durch Bombardier Transportation musste der Regio-Shuttle aus kartellrechtlichen Gründen an Stadler Rail abgegeben werden.

### Nachfolger
Stadler stellte 2024 den als ein- oder zweiteiligen Akkutriebwagen oder Wasserstoffverbrennungstriebwagen bestellbaren RS Zero als Nachfolger für den Regio-Shuttle RS 1 vor.

## Technische Merkmale
Es handelt sich um normalspurige Vollbahnfahrzeuge nach UIC-Norm, die somit Längskräfte von 1500 kN vertragen; sie wurden mit Mittelpufferkupplungen (Scharfenbergkupplung/BSI-Kompaktkupplung) oder Schraubenkupplung und Seitenpuffern ausgeliefert bzw. auf Mittelpufferkupplung umgebaut. Die Mittelpufferkupplungen kuppeln die pneumatischen und über seitliche Kontaktaufsätze auch die elektrischen Verbindungen mit.

### Wagenkasten und Laufwerk
Der Fahrzeugkasten ist aus einem Fachwerk verschweißter Vierkant-Hohlprofile und Blechformteile aus Stahl konstruiert.
Die Wagen laufen auf zwei Triebdrehgestellen, alle Radsätze sind angetrieben. Bei den mehrteiligen Triebwagen waren zwischen den Fahrzeugkästen antriebslose Einzelachsfahrwerke vorgesehen.
Der Großteil des Fahrgastraumes mit den Türen, beim RS 1 rund 65 %, ist niederflurig, je nach Ausführung 600 oder 760 mm über der Schienenoberkante für die in Deutschland verbreiteten Bahnsteighöhen von 550 und 760 mm. Für niedrigere Bahnsteige ist die Ausrüstung mit elektrisch ausfahrbaren Trittstufen möglich. Der über zwei Stufen erreichbare Bereich über den Drehgestellen ist mit einer Fußbodenhöhe von 1000 mm über Schienenoberkante hochflurig. Für den erforderlichen Einbauraum der Kupplungen und das Einleiten der Druckkräfte liegt der Boden der Führerstände um zwei weitere Stufen höher.

### Antriebstechnik und Steuerung
Zwei unabhängige dieselmechanische Antriebseinheiten aus einem Dieselmotor und Getriebe treiben beide Radsätze jedes Drehgestells an. Auffällig sind die RS 1 durch die Wagenkastenkonstruktion, die der eines Fachwerkbrückenträgers entspricht. Die Fensterstege sind daher schräg und geben ihnen ein anfangs unverwechselbares Aussehen, das sie mittlerweile mit den Bombardier Itino teilen. Betrieblich sind die Regio-Shuttle für Vollbahnverkehr im Einmannbetrieb uneingeschränkt verwendbar. Die relativ kleine Fahrgastkapazität (Maximum unter 170 Personen) kann durch Kuppeln mehrerer Wagen ausgeglichen werden, die Vielfachsteuerung der neuesten Bauserie ermöglicht bis zu sechs Einheiten. Ein Zug aus fünf RS 1, das Maximum der ersten Bauserien, kann dann eine Spitzenlast von knapp 850 Fahrgästen bewältigen.
Die RS 1 der Württembergischen Eisenbahn-Gesellschaft mbH (WEG) können nicht nur mit anderen RegioShuttles in Vielfachsteuerung fahren, sondern sind ebenfalls in der Lage, mit Trieb- und Steuerwagen des Typs NE 81 (BR 626/926) zu verkehren bzw. vom Steuerwagen aus fernbedient zu werden. Aus diesem Grund haben die Fahrschalter dieser Triebwagen auch keine Stufen, sondern besitzen eine Auf-Ab-Steuerung.
2006 wurde ein Regio-Shuttle bei Voith umgebaut. Unter anderem sollten strengere Abgasnormen eingehalten sowie die Höchstgeschwindigkeit auf 140 km/h gesteigert werden. Im Juli 2009 verfügte das Eisenbahn-Bundesamt, die Abgasturbolader der Regioshuttles strikt nach den vom Hersteller vorgegebenen Intervallen zu warten bzw. auszutauschen. Zuvor war es zu mehreren Bränden gekommen, die durch Turbolader verursacht wurden, die zu lange in Betrieb waren. Für den Betrieb auf der Steilstrecke der  Hunsrückbahn mit 60,9 Promille Neigung ließ Rhenus Veniro drei Triebwagen mit verstärkten Federspeicher- und Magnetschienenbremsen ausrüsten. Zusätzlich erhielten sie eine indirekte Bremse als zusätzliches Bremssystem und ein verstärktes Getriebe. Mit zweijähriger Verspätung lag im Januar 2012 die uneingeschränkte Zulassung für alle drei Fahrzeuge vor.

## Bestellungen
Die ersten Regio-Shuttles wurden 1996 ausgeliefert. Zu den ersten Fahrzeugen gehörten die vier RS 1 in der Ausführung mit einer Fußbodenhöhe von 760 mm, die seit 1996 auf der Schönbuchbahn eingesetzt werden.
Im Jahr 2006 sah es so aus, als ob die Produktion des Regio-Shuttle auslaufen würde. 2007 und 2008 folgten jedoch weitere Bestellungen durch die ODEG, die Hohenzollerische Landesbahn und Rhenus Veniro. Mit diesen bestellten Fahrzeugen stieg die Gesamtzahl der hergestellten Regio-Shuttles dann auf 365 Stück. Ende Juni 2008 schloss die Deutsche Bahn AG mit Stadler einen Rahmenvertrag über die Lieferung von bis zu 60 Regio-Shuttles ab, aus dem jedoch kein Abruf erfolgte. Die tschechische Eisenbahngesellschaft České dráhy (ČD) bestellte 2010 33 Triebwagen. Sie verkehren seit Ende 2011 und 2012 in der Region Liberec (16 Stück) und der Region Vysočina (17 Stück) als Baureihe 840 und 841. Die Wagen für die ČD wurden durchgehend mit Seitenpuffern und Schraubenkupplungen ausgerüstet.
Im Jahr 2009 bestellte das Verkehrsunternehmen agilis, ein Tochterunternehmen der BeNEX, 38 Regio-Shuttle für das Dieselnetz Oberfranken, auf dem sie im Juni 2011 und Dezember 2012 den Betrieb aufgenommen hat. Sie werden offiziell als Reihe 650.7 geführt. Ende Dezember 2009 wurde der Vertrag über die Lieferung von Fahrzeugen für die Verkehrsausschreibung „Netz Stadtbahn“ des VBB für die ODEG unterschrieben. Der Auftrag beinhaltete u. a. die Lieferung eines einteiligen Dieseltriebwagens des Typs Regio-Shuttle RS 1, der zum Fahrplanwechsel 2011 seinen Betrieb auf der RB 35 Fürstenwalde (Spree)–Bad Saarow Klinikum aufnahm. Im Jahr 2010 bestellte die Rurtalbahn GmbH fünf Regioshuttles, die seit Mitte 2011 auf den Strecken Düren–Heimbach, Jülich–Düren bzw. Jülich–Linnich eingesetzt werden.
Im Juli 2010 erhielt Stadler vom Zweckverband Strohgäubahn einen Auftrag über die Lieferung von acht Triebwagen. Damit hatte Stadler Pankow das 450. Fahrzeug dieses Typs verkauft. Die Auslieferung der Fahrzeuge erfolgte ab Anfang 2012. Der Fahrgastbetrieb durch die Württembergische Eisenbahn-Gesellschaft mbH (WEG) wurde noch in der ersten Jahreshälfte 2012 aufgenommen. Die Erfurter Bahn bestellte im Jahr 2010 RS 1 für den Einsatz auf acht Bahnlinien in Ostthüringen. 37 Fahrzeuge wurden ab 2012 in Betrieb genommen. Im Juli 2011 gab die Bodensee-Oberschwaben-Bahn die Bestellung von zwei weiteren RS 1 bekannt, die zum Mai 2013 einsatzbereit waren. Die Vogtlandbahn übernahm am 10. Februar 2012 den ersten von acht neuen Triebwagen des Typs RegioShuttle RS 1 vom Hersteller Stadler Pankow GmbH für das „Vogtlandnetz 2012“, die seit Dezember 2012 im Einsatz stehen. Die Regioshuttles der Vogtlandbahn mit Scharfenbergkupplungen sind zusätzlich nach BOStrab ausgestattet, sie verfügen über Blinker, Brems- und Abblendlicht.
Seit 2014 befinden sich keine Triebwagen mehr in Produktion, seit 2016 wird der Regio-Shuttle RS 1 auf der Internetsite von Stadler nicht mehr angeboten. Das letzte Fahrzeug war der 650 567 der HANSeatischen Eisenbahn im Jahr 2014, der 2009 in Nassenheide durch einen Brand mit einem gekuppelten Triebwagen beschädigt und später wieder vollständig neu aufgebaut wurde.

## Einsätze

### Aktuelle Einsatzbereiche

#### Deutsche Bahn

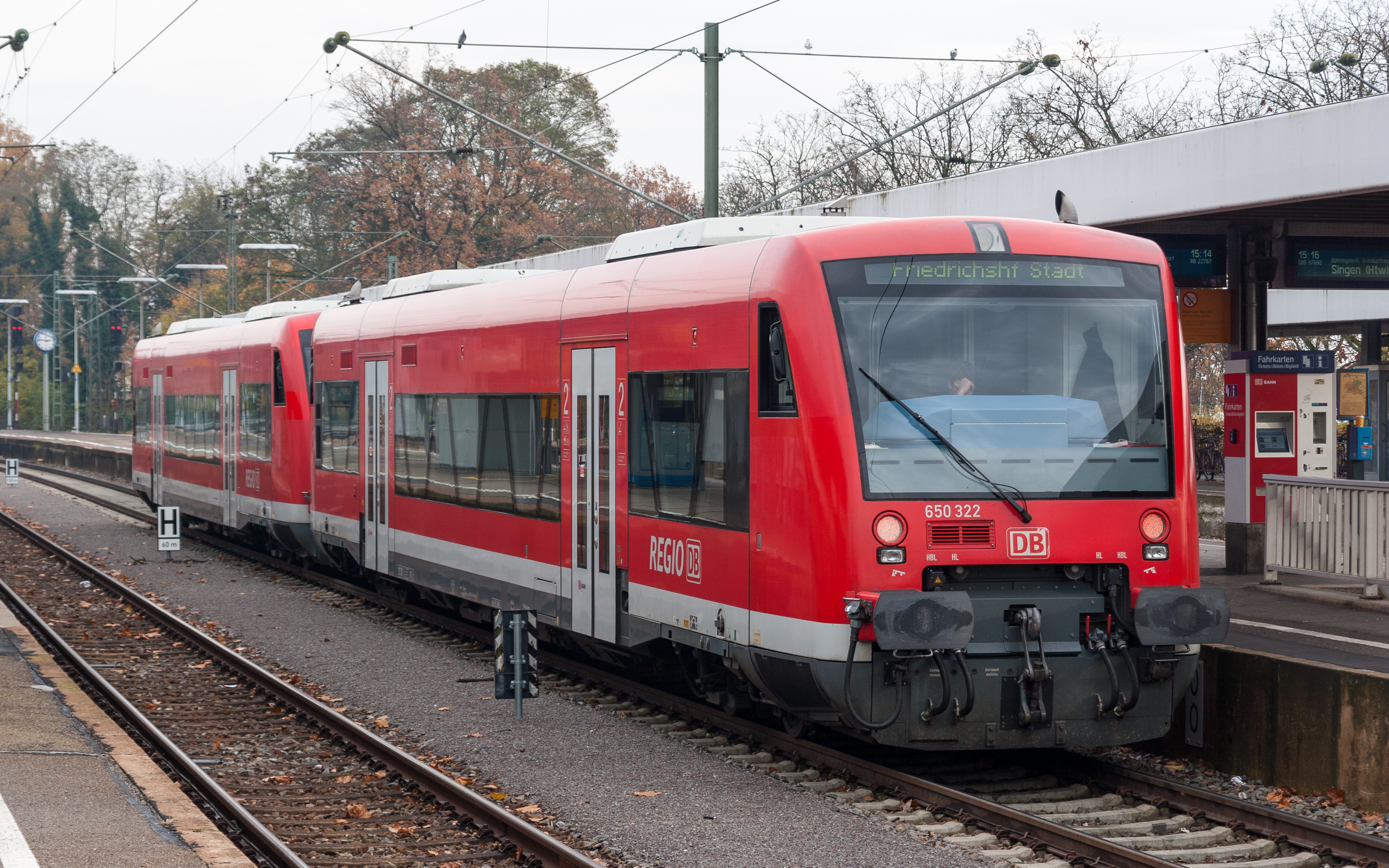
DB 650 322 in Radolfzell

Die Deutsche Bahn (DB) begann 1999 damit, 79 Fahrzeuge der Baureihe 650 in Dienst zu stellen. Stand Juni 2005 fuhren bei der DB 74 Einheiten. Sie werden als 650 001–027, 100–122, 201–203 und 301–321 bezeichnet. Die 650 100–119 sowie 201–203 wurden vom Land Baden-Württemberg finanziert. Die 650 001–027 und 100–122 sind baugleich, die 650 201–203 (ohne Toiletten, für mehr Stellplätze) sowie 650 301–321 sind Radwander-Fahrzeuge, ansonsten aber baugleich mit den anderen Regio-Shuttles. Die Fahrzeuge wurden von Tübingen, Friedrichshafen und Ulm aus von der DB-Tochtergesellschaft DB ZugBus Regionalverkehr Alb-Bodensee (RAB) eingesetzt. Seit der Einstellung des Geschäftsfeldes Schiene am 31. Dezember 2021 gehören diese Triebwagen nun zu DB Regio. Ab Ende 2019 wurden die Fahrzeuge modernisiert, wobei die Einrichtung verändert und die Wagen mit einem Ruhebereich und WLAN ausgestattet wurden.
Seit 2007 fahren auch die 650 322–327, die von DB Regio Bayern finanziert sind. Außerdem hatte die Westfrankenbahn einen Triebwagen von der Kahlgrund Verkehrs-GmbH gemietet, der die Nummer 650 997 trug. Dieser Wagen wurde zwischenzeitlich an die Südostbayernbahn weitervermietet und wurde seit 2008 auf der Traun-Alz-Bahn zwischen Traunstein und Traunreut eingesetzt. Zum 1. Januar 2014 endete der Mietvertrag zwischen WFB und KVG, und wenig später wurde das Fahrzeug von der KVG verkauft. Seit Dezember 2016 fahren die 650 319–327 auf der Bahnstrecke Günzburg–Mindelheim. Diese Triebwagen sind in Kempten beheimatet.
Im Juni 2023 waren noch 64 Triebwagen im Einsatz. Weitere Fahrzeuge stehen abgestellt im Stillstandsmanagement Leipzig-Engelsdorf.

#### Agilis

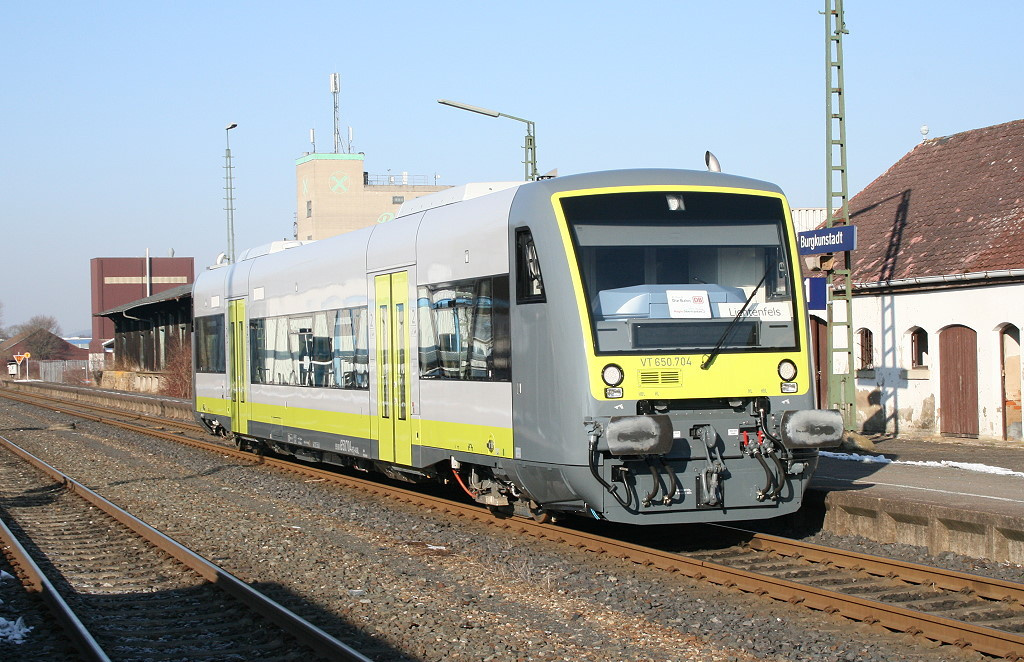
Kurz nach Inbetriebnahme steht der VT 650.704 in Burgkunstadt

Für das Dieselnetz Oberfranken, das Agilis 2008 gewonnen hatte, brauchte das Unternehmen neue Züge und entschied sich für einteilige Dieseltriebwagen der Baureihe 650. Sie waren erstmals im Juni 2011 im Einsatz, bis Dezember 2012 wurden weitere Triebwagen in Betrieb genommen. Insgesamt besitzt Agilis mittlerweile 42 Stück, 4 davon sind gebrauchte Fahrzeuge der Firma ODEG mit MAN-Motoren. Die anderen 38 Stück, die Agilis damals neu gekauft hat, sind mit Iveco-Motoren ausgestattet. Die Fahrzeuge sind alle in den Farben Dunkelgrau-Hellgrau mit hellgrüner Front und Türen lackiert. Die letzte Revision aller Wagen fand zwischen 2016 und 2019 statt. Einige Regio-Shuttles besitzen einen Taufnamen einer Stadt, der Wagen 650 753 trug im Jahr 2016 eine Werbung für die Landesgartenschau Bayreuth.
Die Fahrzeuge sind seit Ende 2023 mit WLAN und erweiterter Fahrgastinformation ausgestattet.

#### Ostdeutsche Eisenbahn

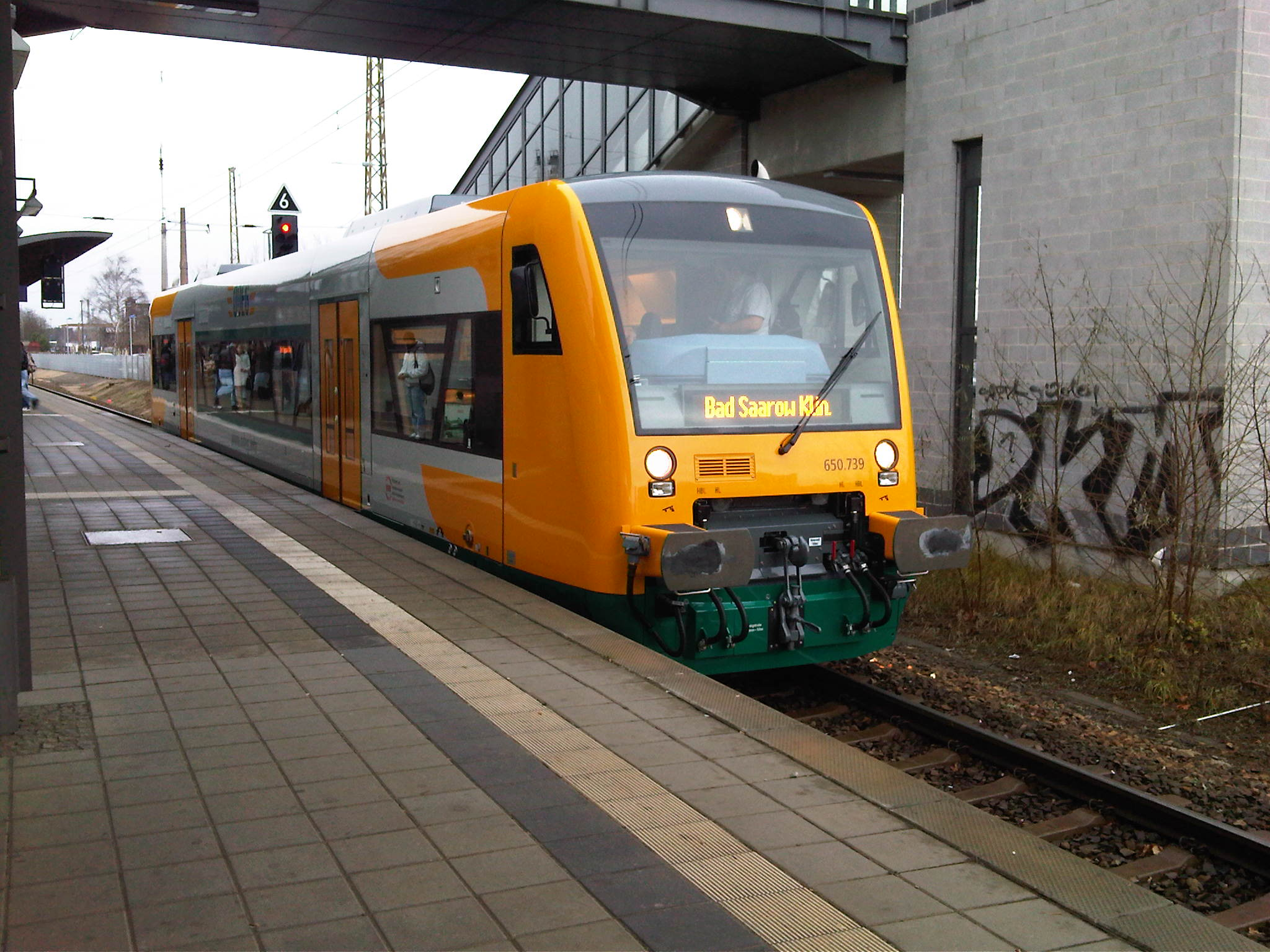
BR 650 der ODEG in Fürstenwalde (Spree)

Die Ostdeutsche Eisenbahn (ODEG) besaß seit Unternehmensgründung Regio-Shuttles für den Betrieb ihrer damals einzigen Linie RB 14 in Mecklenburg-Vorpommern. Da das Netz schnell anwuchs, kamen weitere dazu. 2014 wurde jedoch der Bestand reduziert, da die ODEG fortan das Netz Ostbrandenburg nicht mehr betrieb. Auch endete einige Jahre später der Vertrag für die Linie RB 60V (Görlitz–Bischofswerda), weshalb weitere Fahrzeuge u. a. an die Länderbahn und Süd-Thüringen-Bahn abgegeben wurden. Bis heute besitzt die ODEG noch 14 Fahrzeuge der BR 650, die auf den Linien RB 13, RB 14, RB 15 (und RB 19) in Mecklenburg-Vorpommern, sowie auf der RB 64 in Sachsen eingesetzt werden.

#### Niederbarnimer Eisenbahn

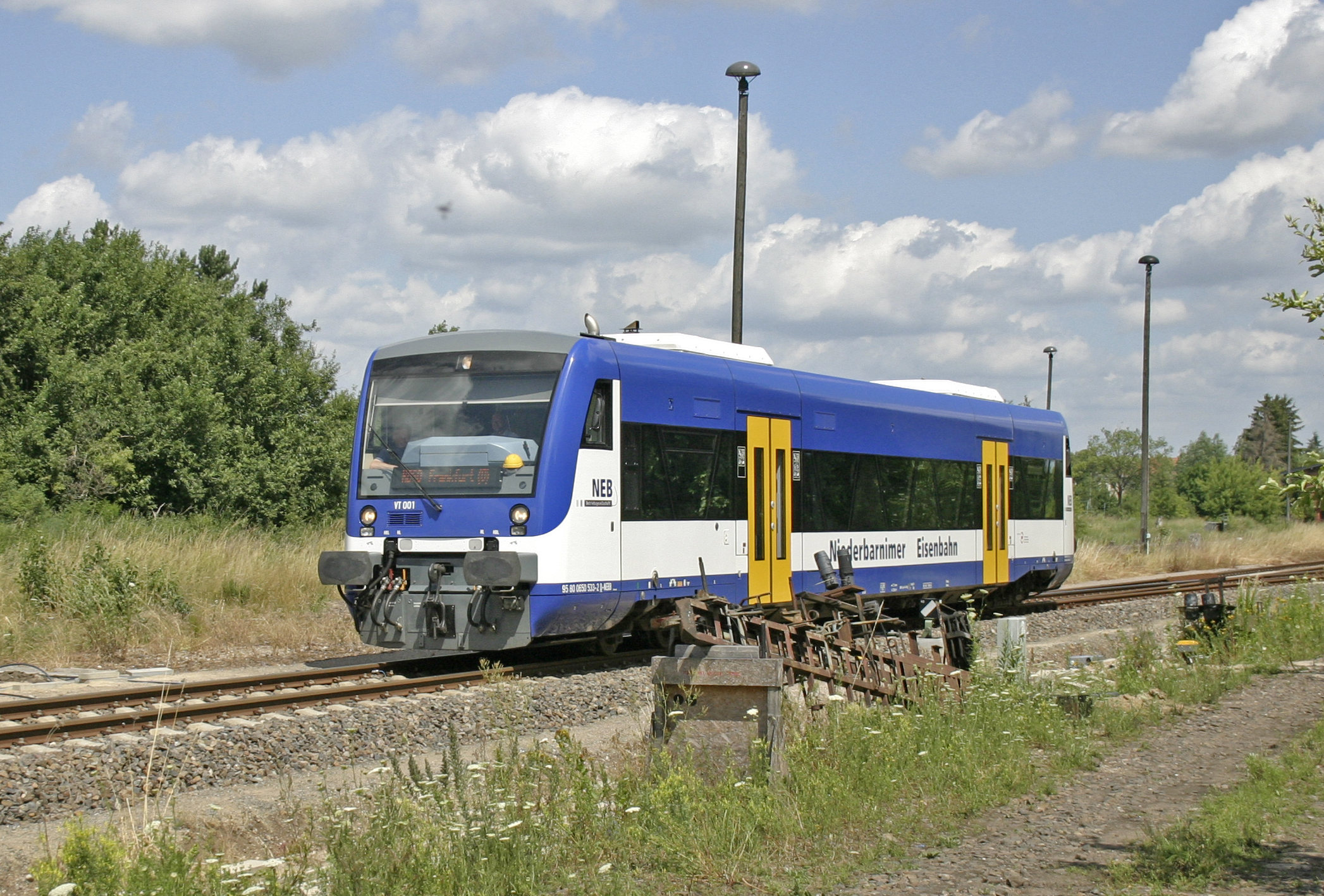
VT 001 der NEB in Wriezen

Im Jahr 2014 übernahm die Niederbarnimer Eisenbahn (NEB) 15 RS 1 von Transdev Regio Ost. Grund dafür war, dass die NEB 2014 das Netz Ostbrandenburg im Verkehrsverbund Berlin-Brandenburg (VBB) von der ODEG übernommen hatte und auch einteilige Dieseltriebwagen benötigte. Diese 15 Regio-Shuttles wurden alle im Jahr 2000 gebaut und bekamen nach der Übernahme durch die EuroMaint ein Redesign mit Neulack. Seitdem kommen sie auf den Regionalbahnlinien RB 35, RB 36, RB 60, RB 61, RB 62 und RB 63 zum Einsatz. Seit Dezember 2024 werden die Triebwagen der Reihe 650 nach und nach durch Batteriefahrzeuge vom Typ Mireo Plus B abgelöst, da im neuen Ausschreibungsvertrag Ostbrandenburg II Züge mit Batterieantrieb vorgeschrieben sind.

#### Die Länderbahn

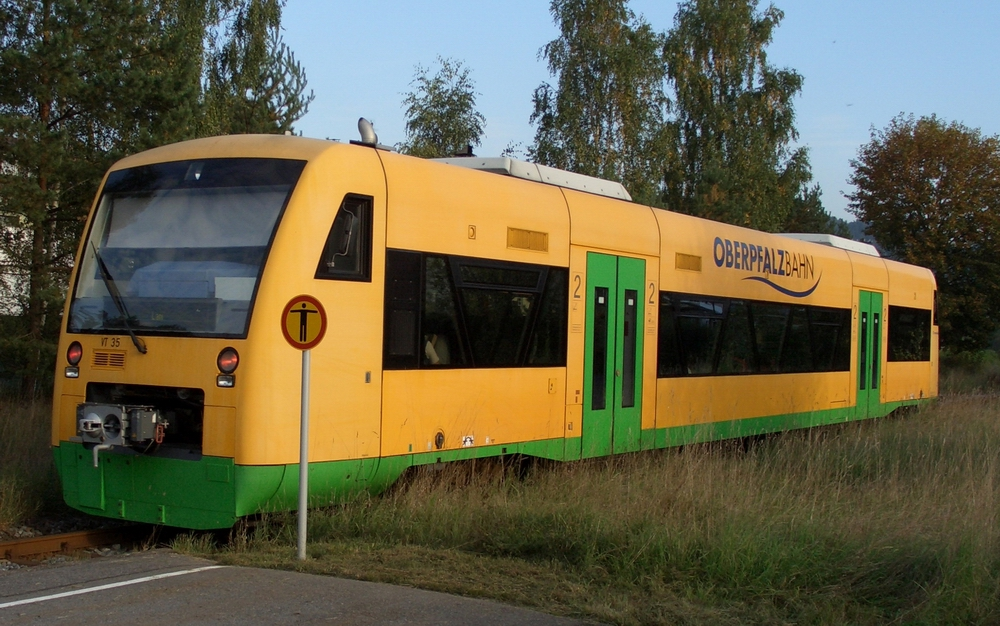
Regio-Shuttle der Oberpfalzbahn in Miltach

Die Oberpfalz-, Vogtland-, Waldbahn und Trilex, welche alle zur Länderbahn gehören, besitzen ebenfalls Triebwagen der Reihe 650. Sie sind jeweils in der Farbe des jeweiligen Unternehmens gehalten, wobei es auch einzelne Abweichungen geben kann. Dabei besitzt die Oberpfalzbahn 13 von 2000 bis 2003 erbaute Fahrzeuge (2013 zwei Wagen von der PEG übernommen), die Waldbahn 17 Fahrzeuge (2016 fünf Züge von der ODEG übernommen), die Vogtlandbahn 17 (einige ebenfalls von der ODEG und PEG übernommen), sowie Trilex 10 Fahrzeuge, die jeweils zur Hälfte von der ODEG und der PEG übernommen wurden. Trilex hatte auch weitere Regio-Shuttle im Bestand, die jedoch angemietet und nur auf der tschechischen Linie L7 eingesetzt wurden. Die genannten Unternehmen der Länderbahn setzen die Regio-Shuttles auf nahezu allen Linien ein, wobei die Wagen der Trilex nur auf Verstärkerfahrten zum Einsatz kommen.

#### Erfurter / Süd-Thüringen-Bahn

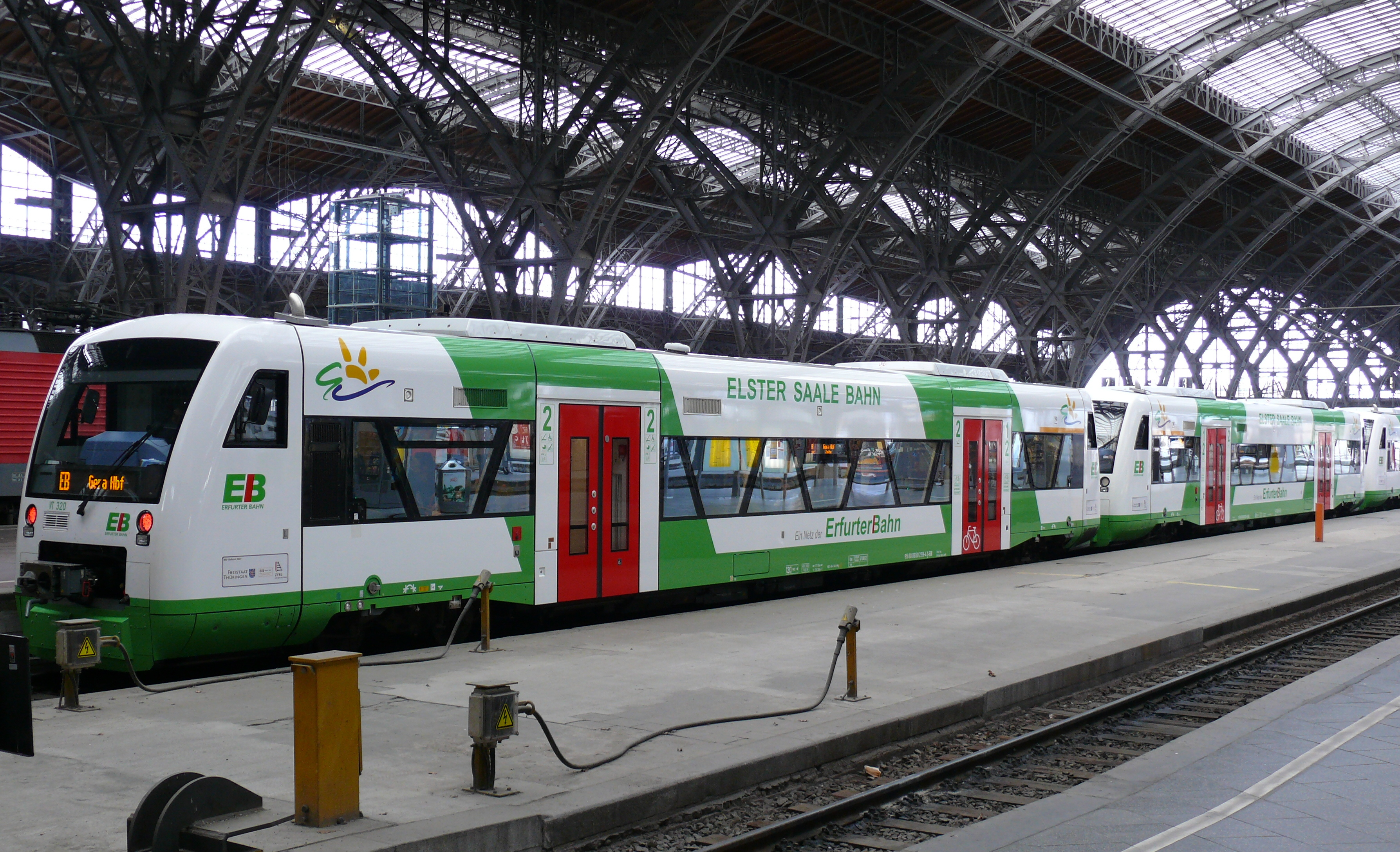
Mehrfachtraktion der EB in Leipzig Hbf

Die Unternehmen Erfurter Bahn und Süd-Thüringen-Bahn besitzen wie die Länderbahn größtenteils Triebwagen der Baureihe 650. Im Zuge der gewonnenen Ausschreibung für das Ostthüringer Dieselnetz bestellte die Erfurter Bahn (EB) 60 Regio-Shuttle, die seit 2012 auf deren Linien eingesetzt werden. Nur einzelne Umläufe werden durch andere Baureihen erbracht.
Die Süd-Thüringen-Bahn (kurz STB), eine zu jeweils 50 % der Erfurter Bahn und der Hessischen Landesbahn gehörende Gesellschaft, setzt auf ihren Linien ausschließlich VT 650 ein. Die 32 Fahrzeuge wurden vor Aufnahme des Betriebs im Jahr 1999 bestellt. Fünf weitere wurden von der ODEG übernommen. 2017 wurden alle VT 650 der STB modernisiert, wobei sie einen neuen Lack in grün-weiß erhielten.
Viele Regio-Shuttle der EB und STB besitzen Taufnamen oder Werbungen für die von den Unternehmen bedienten Städte. Des Weiteren setzen die Unternehmen auf stark nachgefragten Routen die Züge auch in Zweifach-, Dreifach- oder Vierfachtraktion ein.

#### Transdev Regio Ost

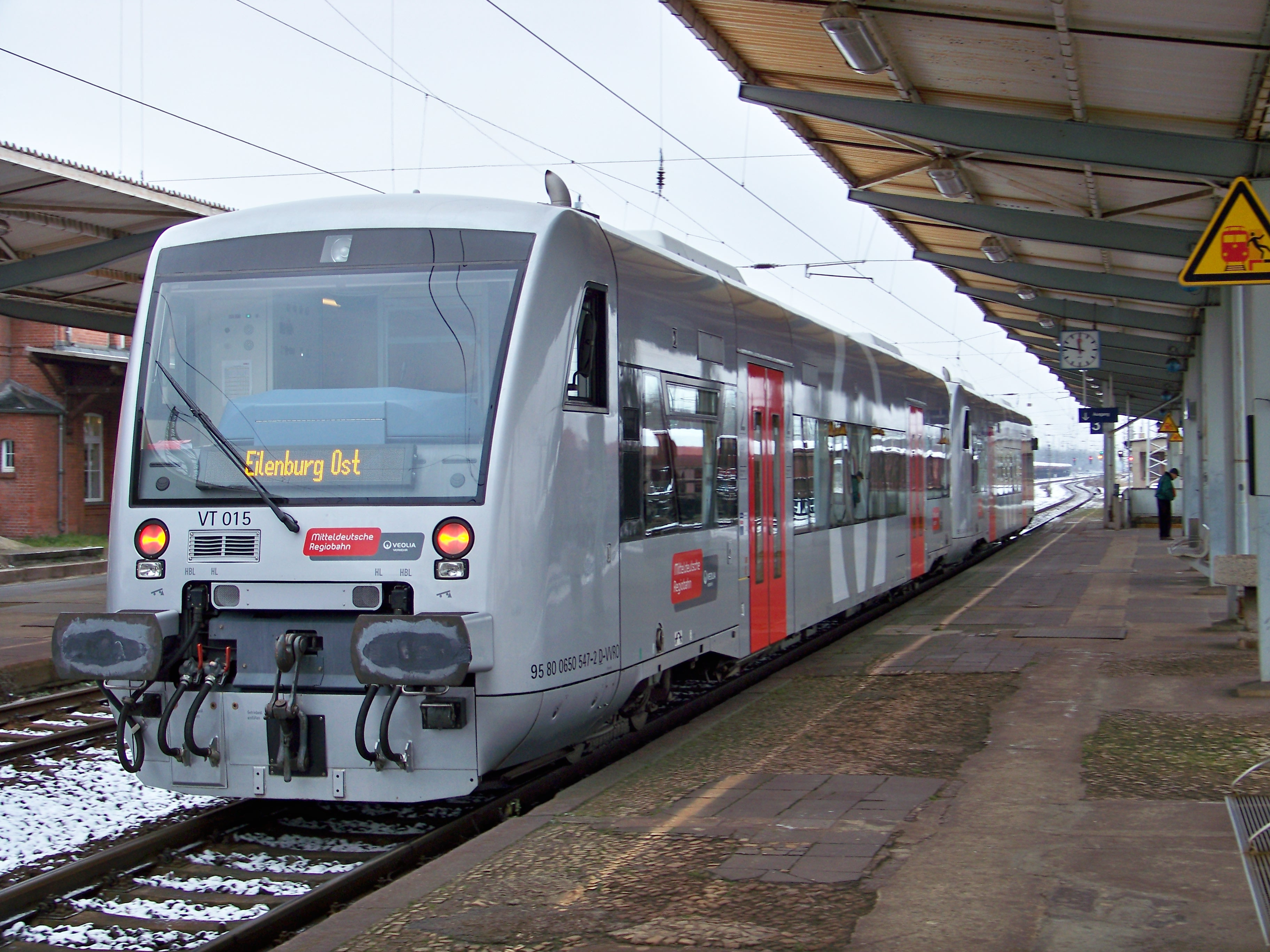
VT 015 der MRB im Jahr 2009 in Eilenburg

2008 erhielt die von der Transdev Regio Ost (damals Veolia Verkehr Regio Ost) betriebene Mitteldeutsche Regiobahn (MRB) den Zuschlag für sämtliche Strecken im Raum Leipzig, die davor von der DB Regio Südost betrieben wurden. Auf diesen Strecken wurden neben dem Siemens Desiro Classic und dem Bombardier Talent auch die Regio-Shuttles von Stadler eingesetzt. Diese waren zuvor bei der Trans Regio im Einsatz gewesen, die die Fahrzeuge nach Verlieren einer Ausschreibung an das Leasingunternehmen Angel Trains Europe zurückgab. Danach wurden diese Fahrzeuge schrittweise bis Dezember 2009 von Veolia Verkehr Regio Ost übernommen. Die MRB besaß ungefähr zwanzig in grau lackierte Triebwagen. Sie wurden meist in Ein- oder Zweifachtraktion, teilweise aber auch in Dreifachtraktion eingesetzt. Die Linien wurden als S-Bahn bei der DB Regio geführt, was bei der MRB nicht mehr der Fall war. Stattdessen hießen diese Linien bei ansonsten gleichem Fahrplanangebot nun MRB xxx (z. B. MRB 11). Jedoch sorgten diese Einheiten für viel Kritik, da die MRB auch auf elektrifizierten Strecken, wo der Einsatz von emissionsfreien Fahrzeugen möglich war, Dieseltriebwagen einsetzte. Jedoch war dies nur möglich, da der Zweckverband für den Nahverkehrsraum Leipzig (ZVNL) keine Vorgaben zu den eingesetzten Zügen gemacht hatte; es sei nicht ausschreibungsrelevant gewesen. Zwischenzeitlich kam der Wagen 650 997 bei der Südostbayernbahn zum Einsatz.
Nach Ende des Vertrages wurden 15 Triebwagen an die Niederbarnimer Eisenbahn abgegeben, die diese nun im Netz Ostbrandenburg II einsetzte. Nur noch fünf Fahrzeuge befinden sich im Bestand der MRB. Sie erhielten eine leicht veränderte Lackierung: ockergelbe statt rote Türen. Seitdem werden diese nur noch sehr selten eingesetzt, meist auf der Linie RB 110, aber auch als Ersatzzug auf der RE 6, falls einer der Wendezüge ausfällt. Im Laufe des Jahres 2024 wurden die übrigen fünf Triebwagen an die Erfurter Bahn verkauft, die sie fast ausschließlich auf der Linie RB 26 einsetzt. Wegen der fehlenden Scharfenbergkupplungen sind sie nicht mit den restlichen Triebwagen der Erfurter Bahn kuppelbar.

#### Transdev Verkehr GmbH (ehemals Rhenus Veniro)
Die Transdev Verkehr GmbH (vormals: Rhenus Veniro) betreibt in Rheinland-Pfalz fünf Triebwagen des Typs Regio-Shuttle RS 1: Drei Stück verkehren seit 2011 auf der Hunsrückbahn zwischen Boppard Hbf und Emmelshausen. Für den Einsatz auf dieser Steilstrecke mussten die Fahrzeuge erst technisch adaptiert werden. Da zum Zeitpunkt des Betreiberwechsels von DB Regio Südwest zu Rhenus Veniro im Dezember 2009 keine Zulassung des EBA für die neuen Fahrzeuge vorlag, wurden bis 2011 die alten Wendezüge der DB weiter eingesetzt, ehe nach Einbau neuer Achsgetriebe in alle drei Regio-Shuttles der Betrieb seit 2011/2012 diese eine uneingeschränkte Betriebserlaubnis erhielten.
Zwei weitere Fahrzeuge werden seit 2014 auf der Moselweinbahn zwischen Bullay und Traben-Trarbach eingesetzt. Diese verkehrten zuvor auf der Bahnstrecke Alzey–Kirchheimbolanden.

#### SWEG Südwestdeutsche Landesverkehrs-GmbH

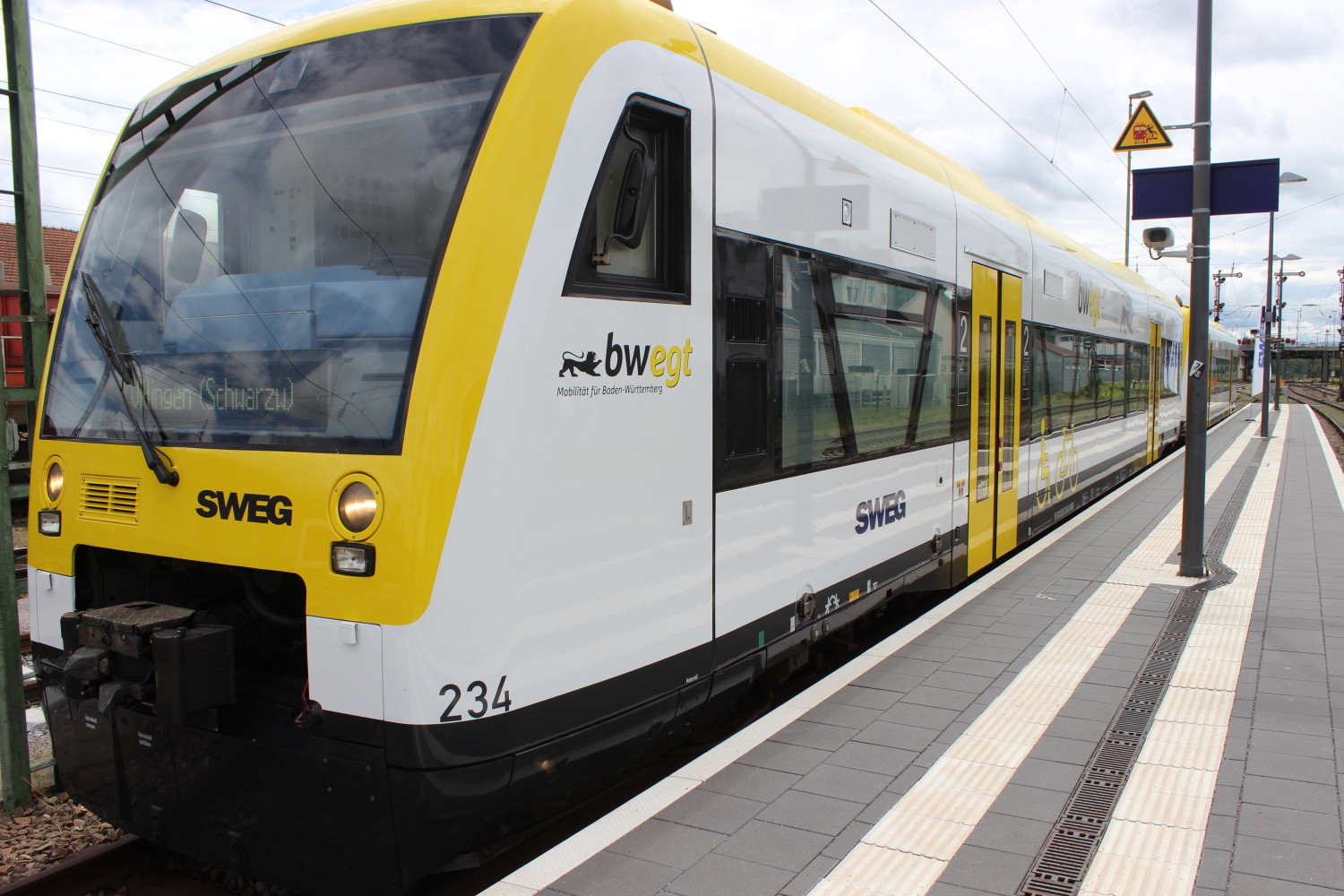
Zwei Wagen der SWEG im bwegt-Design am Bahnhof Villingen (Schwarzw)

Insgesamt 103 Triebwagen des RS 1 besitzt die Südwestdeutsche Landesverkehrs-GmbH (SWEG). Dabei handelt es sich um diverse verschiedene Bauserien von ADtranz sowie Stadler. Die ersten beschaffte die SWEG bereits 1997 (VT 501 bis VT 508), u. a. für den Betrieb auf der Kaiserstuhlbahn und Münstertalbahn, und zu Beginn der Breisgau S-Bahn ab Juni 1998 leihweise auch auf der Breisacher Bahn. 2014 übernahm das Unternehmen die Ortenau-S-Bahn GmbH (OSB), damit auch alle 24 Triebwagen des Typs Regio-Shuttle (VT 509 bis VT 534). Weiter übernahm die SWEG 2017 auch die Breisgau-S-Bahn GmbH (BSB), und deren Regio-Shuttle (VT 001 bis VT 021). Am 1. Januar 2018 fusionierte die SWEG mit der der Hohenzollerischen Landesbahn AG (HzL) und übernahm somit auch deren Regio-Shuttle (VT 46 und VT 47, VT 200 bis VT 221 sowie VT 231 bis VT 250). Heute sind die Triebwagen in vier verschiedenen Farbvarianten anzutreffen: Die schon immer zur SWEG gehörenden Züge, sowie die der Ortenau-S-Bahn sind in weiß-blau mit orangem Band gehalten, jedoch werden immer mehr dieser Triebwagen in das Baden-Württembergische bwegt-Design umlackiert. Die ehemaligen BSB-Triebwagen ebenfalls in weiß-blau, aber mit grünem Band sowie diagonalen Streifen in den Türbereichen. Dazu die Fahrzeuge der ehemaligen HzL, die zuerst weiterhin in deren Farben gehalten wurden, da die HzL als Marke weitergeführt werden sollte. Im Frühjahr 2023 begann die Neugestaltung einiger auf dem 3er-Ringzug eingesetzten Fahrzeuge und deren Umlackierung in das Landesdesign. Die ersten beiden Triebwagen wurden im Juli 2023 in Villingen vorgestellt. Bis 2025 sollen alle der 20 Triebwägen im Ringzug umgestaltet werden. Einige Regio-Shuttles wurden jedoch an die Heros Helvetic Rolling Stock GmbH verkauft und fahren nun mit nur wenigen äußerlichen Veränderungen bei der tschechischen Staatsbahn České dráhy, sowie einer an die ODEG.
Durch die Umstellung der drei großen Regioshuttle Netzen Kaiserstuhl (SWEG), Breisgau-S-Bahn (BSB) und Ortenau-S-Bahn (OSB) auf Elektrotriebwagen (Bombardier Talent 3 und Siemens Mireo Plus B) werden bei der SWEG nicht mehr viele RS 1 eingesetzt. Lediglich das vierte große Netz der HzL nutzt weiterhin Regioshuttle.

#### Württembergische Eisenbahn-Gesellschaft

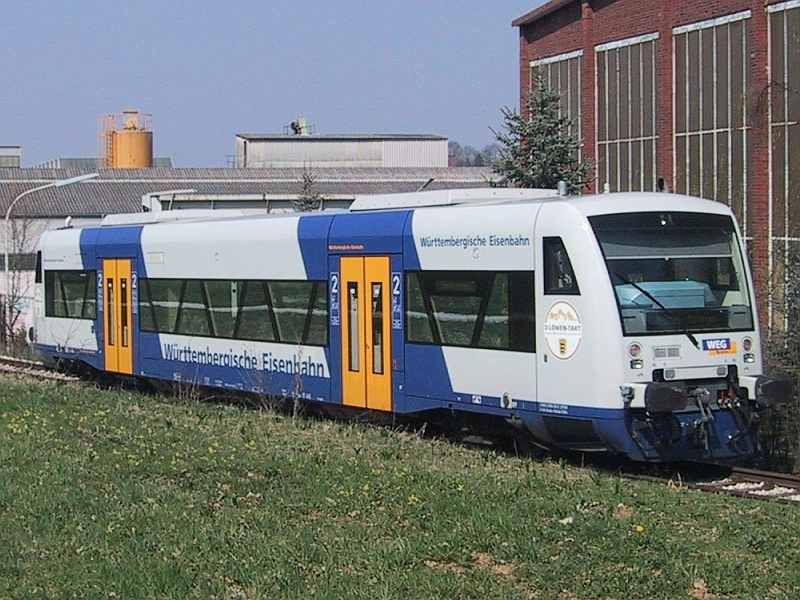
RS 1 der WEG auf der Tälesbahn im Jahr 2002

Für den gesamten Betrieb besitzt die Württembergische Eisenbahn-Gesellschaft (WG) neben vier NE 81 22 Regio-Shuttles. 1996 wurden die ersten vier an die WEG geliefert, damals für die Schönbuchbahn. 1999 und 2000 wurden sechs weitere Fahrzeuge geliefert, sie werden bis heute auf der Täles- und Wieslauftalbahn eingesetzt. 2001 wurde einer und 2012 zwei Triebwagen von der Strohgäubahn übernommen und von nun an ebenfalls auf der Schönbuchbahn eingesetzt. Dafür wurden 2012 acht neue RS 1 für die Strohgäubahn geliefert, die letzten neuen Regio-Shuttles für die WEG. Da die Schönbuchbahn nun elektrifiziert ist und dort keine Dieseltriebwagen mehr verkehren, sind einige RS 1 aktuell nicht im Einsatz. Zwei Triebwagen sind durch eine veränderte Steuerung mit den NE 81 kuppel- und vielfachsteuerbar, sodass eine Zweifachtraktion aus RS 1 und NE 81 möglich ist. Die Regio-Shuttles der Schönbuchbahn besitzen einen Taufnamen sowie die der Tälesbahn jeweils einen Spitznamen.

#### Weitere Verkehrsunternehmen in Deutschland
Die City-Bahn Chemnitz (CB) besitzt sechs RS 1, die von Mitte der 2000er bis Dezember 2015 als Regionalbahn auf den Strecken Chemnitz–Burgstädt, Chemnitz–Hainichen und Stollberg–St. Egidien eingesetzt wurden. Seit 2015 kommen sie nur noch zwischen Stollberg und St. Egidien zum Einsatz, seit Juni 2021 zudem auf der RB 37 Glauchau–Gößnitz.
Drei RS 1 besitzt die Freiberger Eisenbahn, die auf deren einziger Linie RB 83 Freiberg–Holzhau eingesetzt werden. Die Züge wiesen bis 2008 einen weißen Grundanstrich mit gelber Front und Türen sowie einem blauen Streifen an der Seite auf. Nachdem ab 2008 für alle Triebwagen ein Redesign erfolgte, sind die Farben nun in weiß mit blauer Front und Seitenstreifen sowie gelben Türen gehalten.
Als Ersatzzug besitzt die Hanseatische Eisenbahn einen Regio-Shuttle mit der Nummer 650 567, der in deren Farben lackiert ist. Im Dezember 2014 wurde dieser Wagen von der Prignitzer Eisenbahn mit einem Brandschaden übernommen. Nach der Übernahme wurde der Wagen neu aufgebaut und ist nun entweder als Ersatzzug auf den Einsatzstrecken der Hanseatischen Eisenbahn oder auf anderen Strecken in Deutschland im Auftrag anderer Unternehmen unterwegs (u. a. 2016 bei der SWEG oder bis Dezember 2021 für die Städtebahn Sachsen und Mitteldeutsche Regiobahn im Raum Dresden).
Der Wagen 650 032 der Pressnitztalbahn ist der einzige Regio-Shuttle der Gesellschaft und kommt seit Dezember 2009 auf der in Mecklenburg-Vorpommern verkehrenden Linie RB 26 Bergen auf Rügen – Lauterbach Mole zum Einsatz. Da die Strecke sehr kurz ist, reicht der Einsatz von einem Triebwagen.
Die Rurtalbahn besitzt neun RS 1 für den Betrieb auf ihren drei Linien im Kreis Düren in Nordrhein-Westfalen. 2010 wurden die ersten fünf bestellt, die ein Jahr später geliefert wurden. Sie tragen die Nummern VT 740 bis VT 744. 2016 wurden nach dem Gewinn der Ausschreibung für die Regionalbahnlinie RB 21 drei Regio-Shuttles von der ODEG übernommen, die anschließend modernisiert wurden und eine neue Lackierung erhielten. Diese Wagen tragen die Nummern VT 745 bis VT 447. 2023 übernahm die Rurtalbahn von der SWEG einen weiteren Triebwagen, der auf der Eifel-Bördebahn eingesetzt wird, die im Gegensatz zu den anderen acht Fahrzeugen mit einer Scharfenbergkupplung statt mit einer Schraubenkupplung ausgestattet ist.

#### České dráhy (Tschechien)

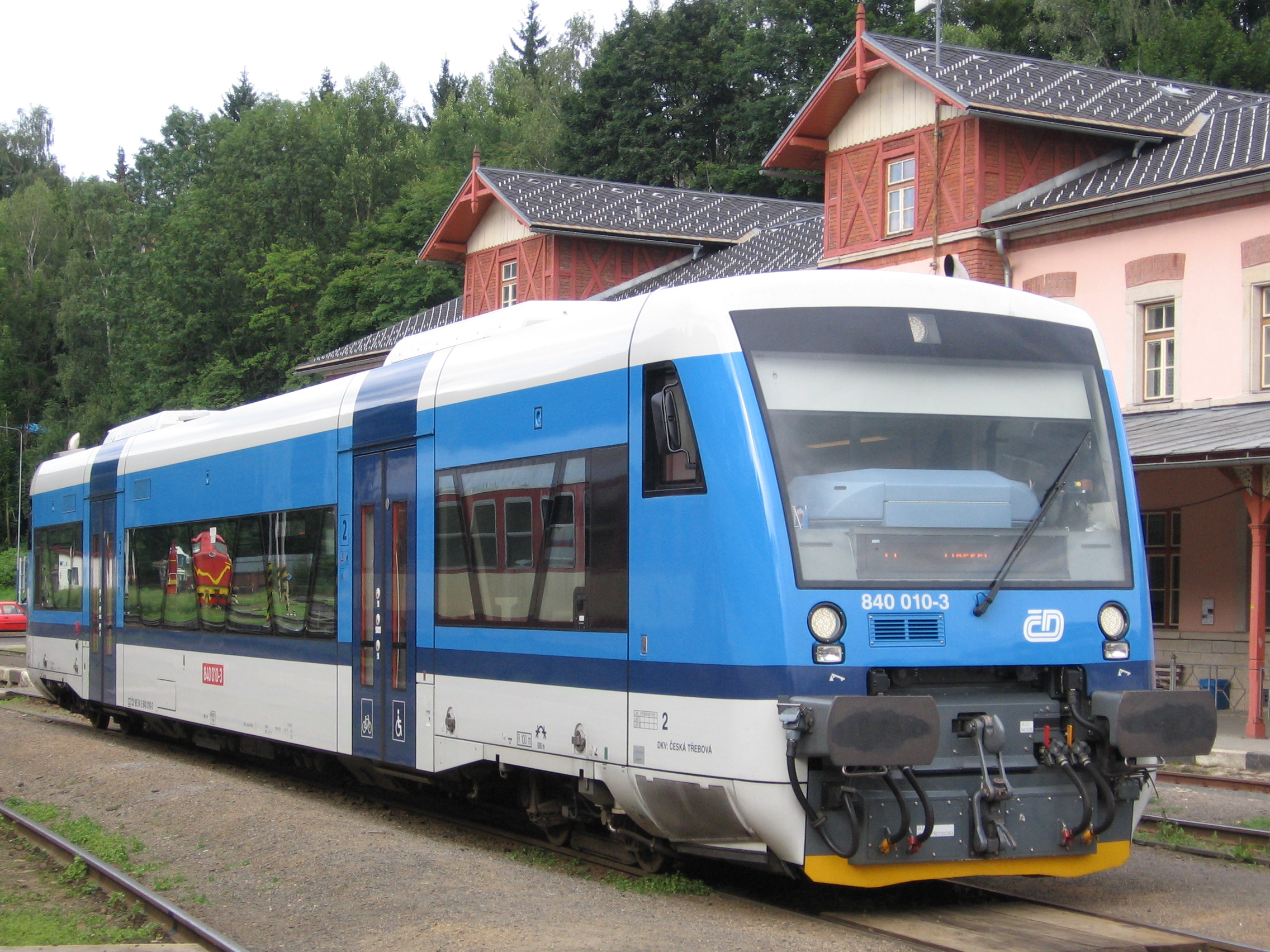
840 010 der České dráhy in Tanvald

Die tschechische Staatsbahn České dráhy setzt RS 1 als Reihen 840 und 841 ein. Im Dezember 2020 verkaufte die SWEG 22 Fahrzeuge, die durch LINT 54 abgelöst wurden, über den Zwischenhändler HEROS Helvetic Rolling Stock GmbH an České dráhy. 13 Fahrzeuge wurden bis zum Jahresende 2020 nach Tschechien überführt. 9 weitere RS 1 lieferte HEROS nach einer Hauptuntersuchung ein Jahr später an die České dráhy. Die letzten Fahrzeuge wurden am 20. April 2021 nach Weiden zur Aufarbeitung überführt. Zwei weitere Fahrzeuge vermietet nun die HEROS Rail Rent GmbH, deren Tochterunternehmen die HEROS Helvetic Rolling Stock GmbH ist. 22 Fahrzeuge wurden im Jahr 1997 gebaut, 2 stammen aus dem Jahr 2005. Sie waren bei der Hohenzollerischen Landesbahn im Einsatz. 2023 kauften die České dráhy weitere RS-1-Triebwagen. Damit hat České dráhy insgesamt 49 Fahrzeuge über HEROS erworben.

### Ehemalige Betreiber
Folgende Verkehrsunternehmen haben früher RS 1 betrieben:

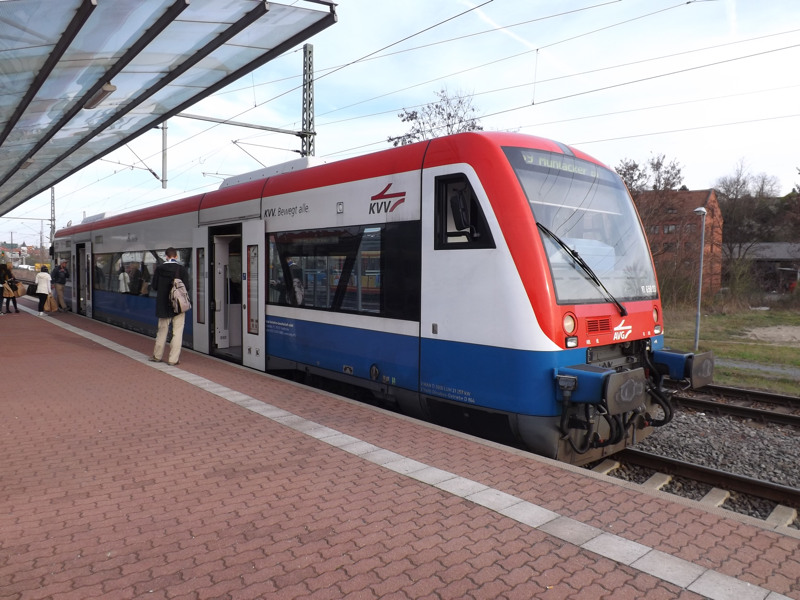
Albtal-Verkehrs-Gesellschaft (AVG) drei Stück *
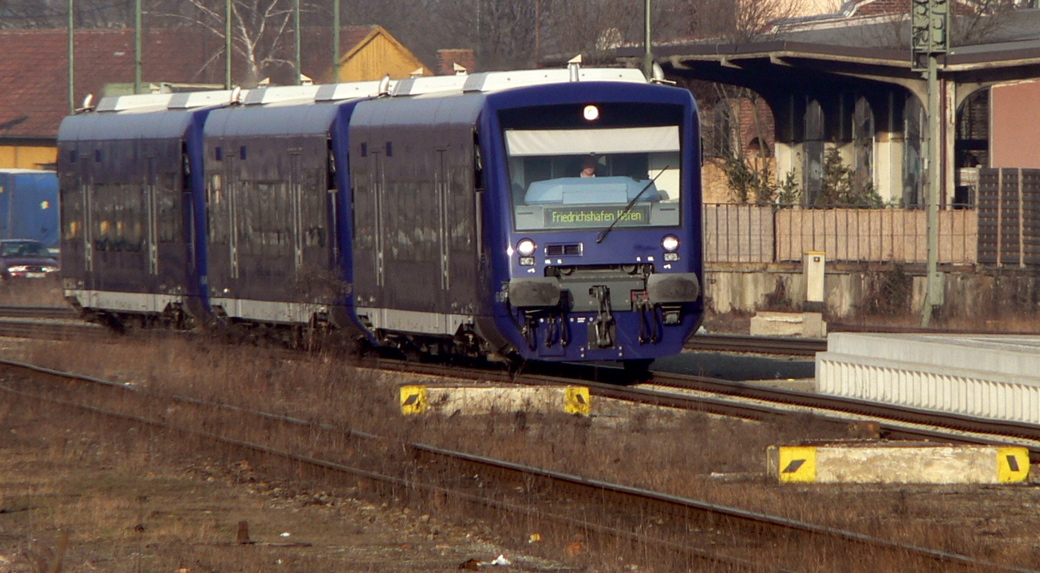
Bodensee-Oberschwaben-Bahn (BOB) neun Stück, Ersatz durch acht modernisierte 426
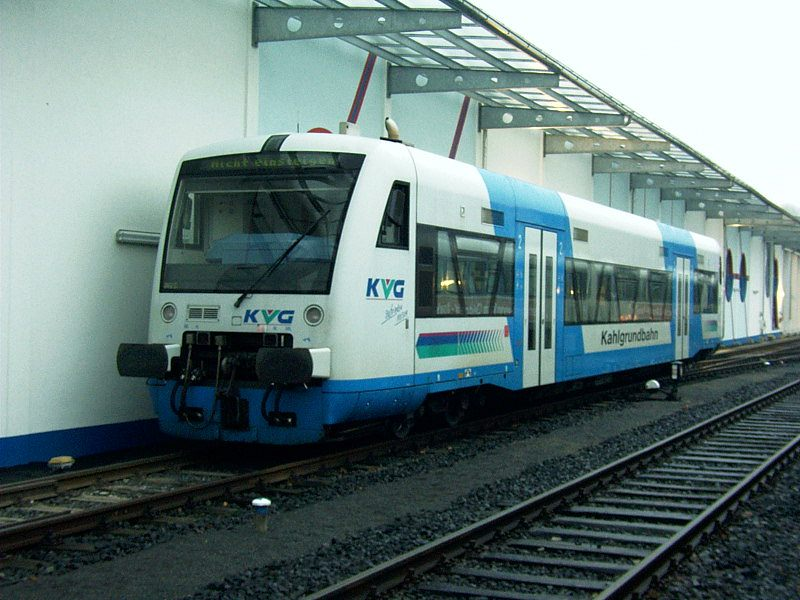
Kahlgrund Verkehrs-GmbH (KVG) ein Fahrzeug
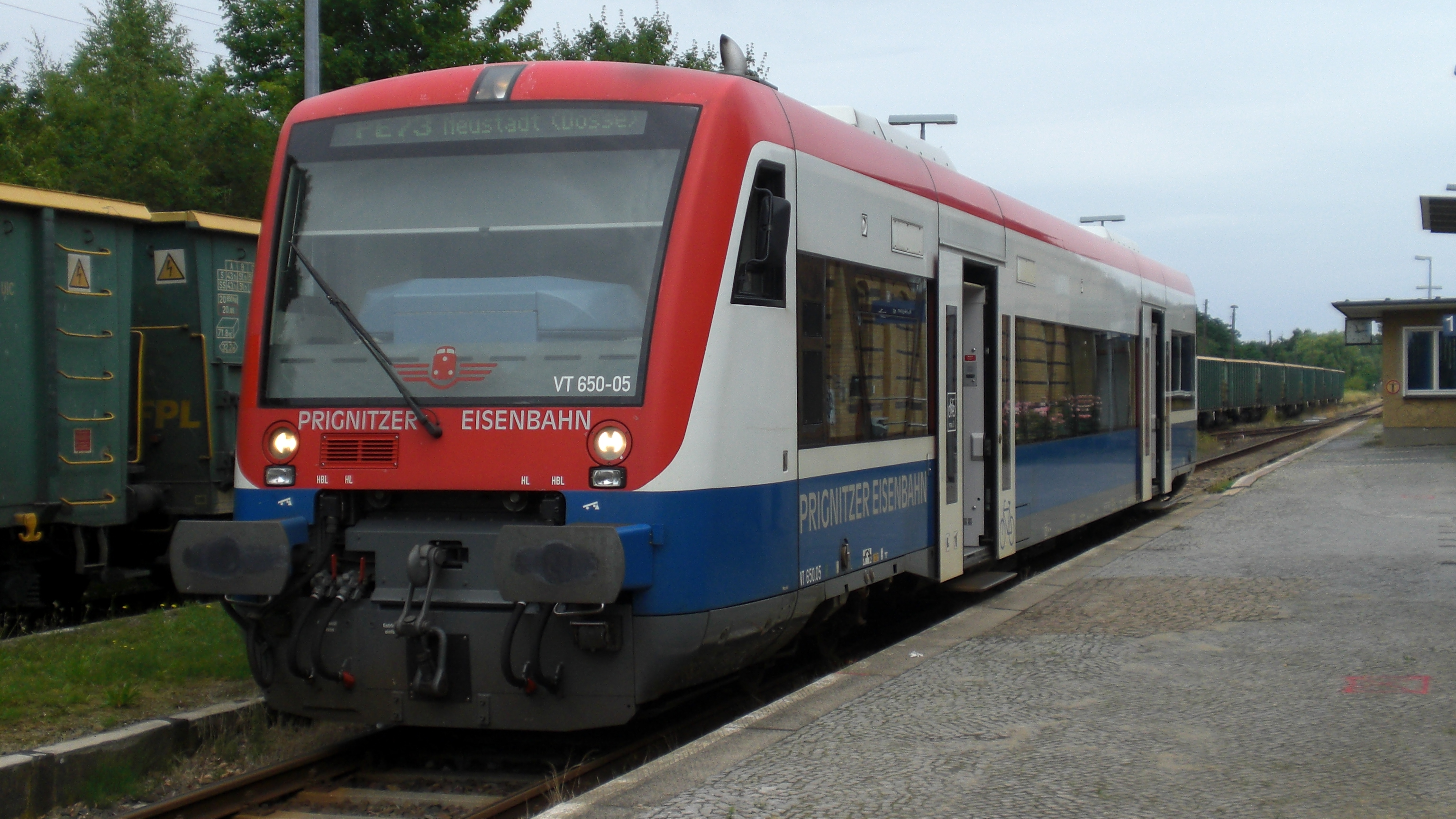
Prignitzer Eisenbahn GmbH (PEG) acht Stück, zwei durch Brand beschädigt, davon einer wieder aufgebaut (650 567)
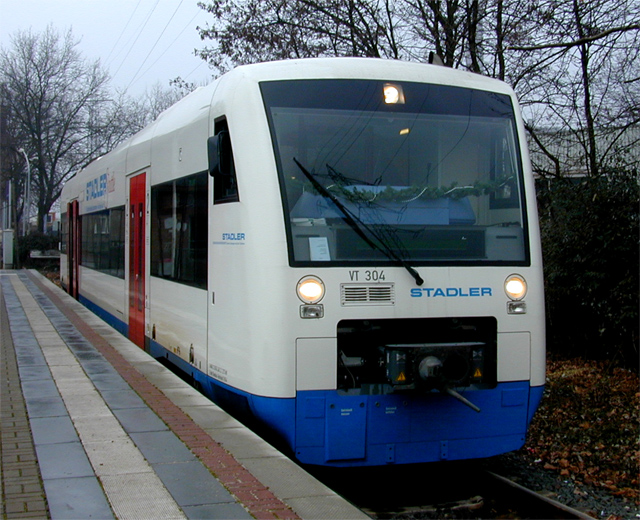
VT 304, Leihfahrzeug von Stadler Rail auf der RB 36 zum Start des Plandienstes der PEG in Duisburg-Ruhrort
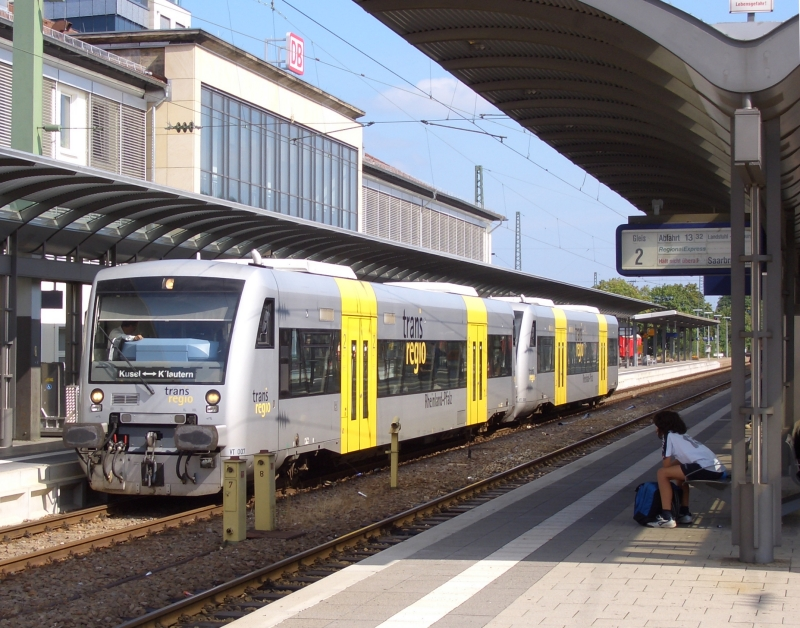
trans regio (TR) 20 Fahrzeuge ** siehe Anmerkung unten
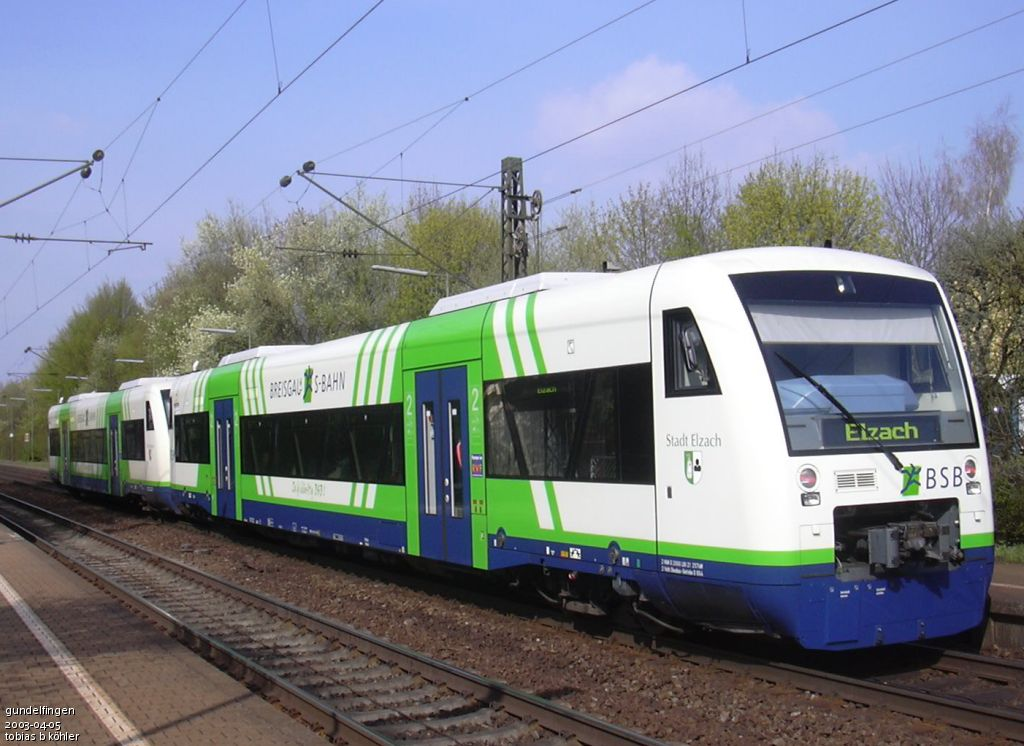
Breisgau-S-Bahn GmbH (BSB) 21 Stück (Übernahme durch die SWEG)
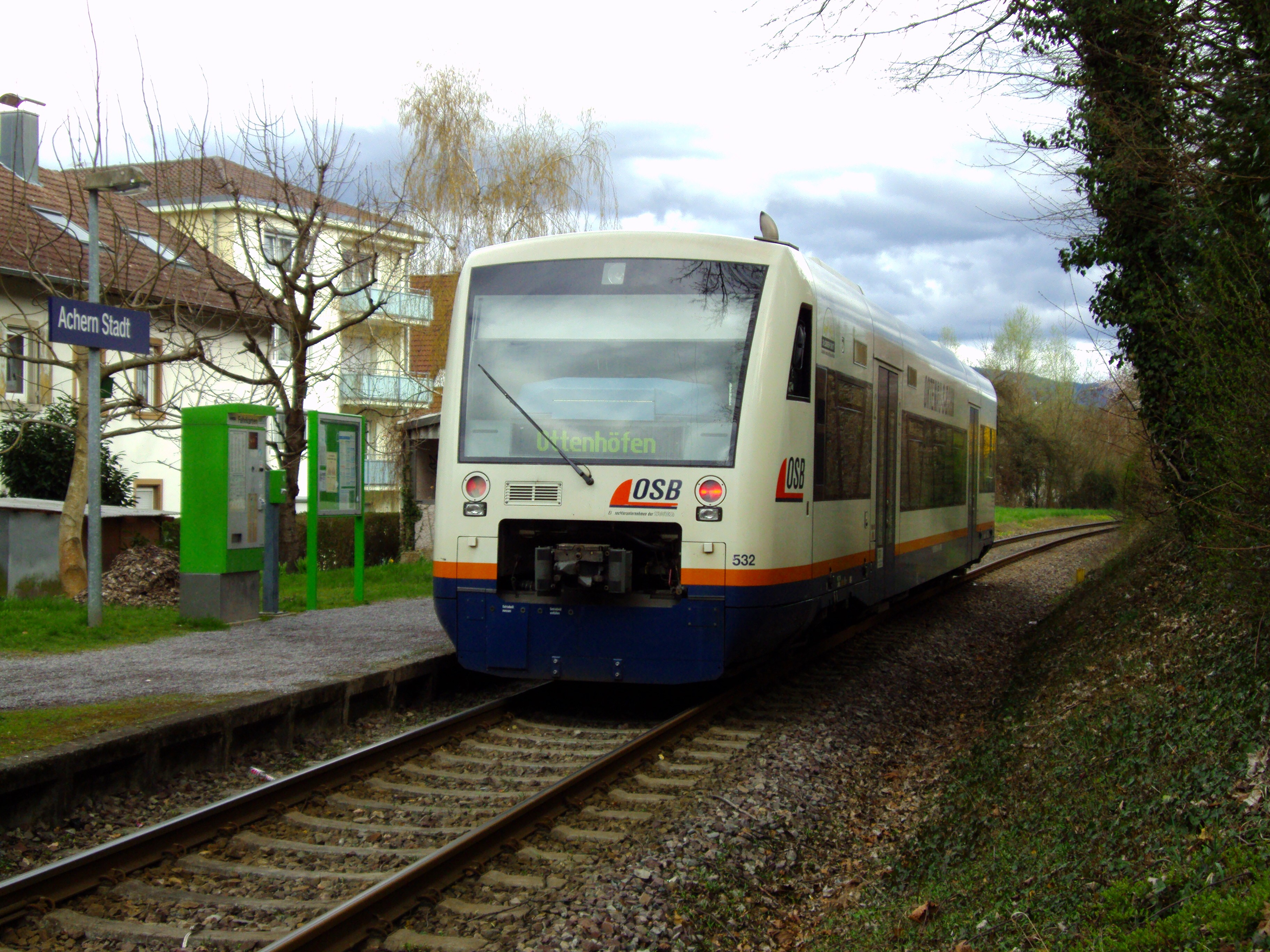
Ortenau-S-Bahn GmbH (OSB) 26 Stück mit BSI-Kompaktkupplungen (Übernahme durch die SWEG)
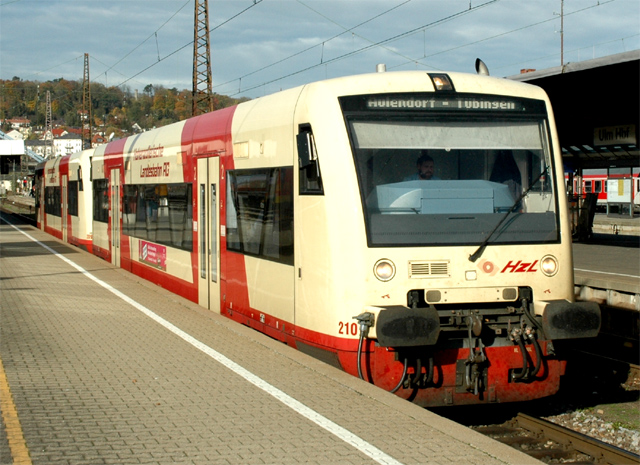
Hohenzollerische Landesbahn AG (HzL) 50 Stück (Fusion mit SWEG)

### Triebfahrzeugübersicht mit Unfalldaten und Stationierung
| Triebzugnummer Namensgebung | ehemalige Stationierung aktueller Einsatzort                                                      | Status / Umbau / Lackierung | Betreiber   | Unfälle oder besondere Vorkommnisse Allgemeine Bemerkungen |
| --------------------------- | ------------------------------------------------------------------------------------------------- | --------------------------- | ----------- | ---------------------------------------------------------- |
| 650 001                     | Tübingen (seit 29. Mai 1999)                                                                      | Verkehrsrot                 | DB Regio AG |                                                            |
| 650 002                     | Tübingen (25. Juni 1999 – 28. Nov. 2022), Stillstandsmanagement (seit 28. Nov. 2022)              | Verkehrsrot                 | DB Regio AG |                                                            |
| 650 003                     | Tübingen (18. Juni 1999 – ?), Stillstandsmanagement (seit ?)                                      | Verkehrsrot                 | DB Regio AG |                                                            |
| 650 004                     | Tübingen (5. Juli 1999 – ?), Stillstandsmanagement (seit ?)                                       | Verkehrsrot                 | DB Regio AG |                                                            |
| 650 005                     | Tübingen (12. Juli 1999 – 1. Juni 2022), Stillstandsmanagement (seit 1. Juni 2022)                | Verkehrsrot                 | DB Regio AG |                                                            |
| 650 006                     | Tübingen (seit 22. Juli 1999)                                                                     | Verkehrsrot                 | DB Regio AG |                                                            |
| 650 007                     | Tübingen (4. Aug. 1999 – 2. Okt. 2016), Ulm (seit 3. Okt. 2016)                                   | Verkehrsrot                 | DB Regio AG |                                                            |
| 650 008                     | Tübingen (seit 16. Sep. 1999)                                                                     | Verkehrsrot                 | DB Regio AG |                                                            |
| 650 009                     | Tübingen (seit 23. Sep. 1999)                                                                     | Verkehrsrot                 | DB Regio AG | abgestellt in Ulm                                          |
| 650 010                     | Tübingen (seit 30. Sep. 1999)                                                                     | Verkehrsrot                 | DB Regio AG |                                                            |
| 650 011                     | Tübingen (seit 8. Nov. 1999)                                                                      | Verkehrsrot                 | DB Regio AG |                                                            |
| 650 012                     | Tübingen (seit 22. Nov. 1999)                                                                     | Verkehrsrot                 | DB Regio AG |                                                            |
| 650 013                     | Tübingen (seit 15. Nov. 1999)                                                                     | Verkehrsrot                 | DB Regio AG |                                                            |
| 650 014                     | Tübingen (20. Dez. 1999 – 2. Okt. 2016), Ulm (seit 3. Okt. 2016)                                  | Verkehrsrot                 | DB Regio AG |                                                            |
| 650 015                     | Tübingen (seit 19. Jan. 2000)                                                                     | Verkehrsrot                 | DB Regio AG |                                                            |
| 650 016                     | Tübingen (seit 3. Feb. 2000)                                                                      | Verkehrsrot                 | DB Regio AG |                                                            |
| 650 017                     | Tübingen (15. Feb. 2000 – 14. Aug. 2018), Ulm (15. Aug. 2018 – ?), Stillstandsmanagement (seit ?) | Verkehrsrot                 | DB Regio AG | zuvor abgestellt in Ulm                                    |
| 650 018                     | Tübingen (25. Feb. 2000 – 3. Okt. 2016), Ulm (4. Okt. 2016 – ?), Stillstandsmanagement (seit ?)   | Verkehrsrot                 | DB Regio AG |                                                            |
| 650 019                     | Tübingen (seit 25. Feb. 2000)                                                                     | Verkehrsrot                 | DB Regio AG | abgestellt in Ulm                                          |